# Хан (народ)
Вижте пояснителната страница за други значения на Хан.
Китайци пренасочва насам.  За други значения вижте Китайци (пояснение).
Хан, Ханци или Хански китайци (на традиционен китайски: 漢族, на опростен китайски: 汉族, на пинин: hànzú или hànrén) е етноним, с който се нарича основната етническа група в Китайската народна република. Съставлява 91,6% от населението на страната и често неправилно е наричана с общото название китайци, под което се имат предвид всички граждани на Китай, независимо от тяхната етническа принадлежност. Народът хан е най-многобройният в света, като броят му надминава 1 милиард души.

## История
Писмените артефакти позволяват да се реконструира появата на хан ще преди 4 хил. години. През 16 век започва миграция на народа хан от техните традиционни територии на нови места.
Културните елементи, свързващи народа хан в една нация, са общата китайска писменост (обща за всички китайски диалекти), а също така и съзнанието за обща история и традиция.

## Географско разпределение
Броят на народа хан извън Китай надхвърля 100 000 000 души.

## Разнообразие на Хан
В допълнение на разнообразието в говоримия език, чиито варианти (диалекти) всички произтичат от общ предшественик старокитайски, има също така регионални различия сред културите на Хан. Например китайската кухня варира от известната с лютивостта си съчуанска кухня до гуандунската Димсам и прясната морска храна. Между тях съществуват общи черти, макар различията в културно, поведенческо, езиково и религиозно отношение в някои отношения да са съществени.